# Francisco Antonio de Castro
Francisco Antonio de Castro y de la Cámara (1670-c.1740) fue un poeta nacido en Alcalá de Henares, cuya obra puede inscribirse en el Bajo Barroco.

## Biografía
De hidalga familia burgalesa, Castro fue caballero de la orden de Alcántara, gentilhombre de la boca de Su Majestad desde 1691, y veedor y contador de la Real Caballeriza. Conoció bien los ambientes cortesanos de finales del siglo XVII y comienzos del XVIII. Finalmente, llegó a ser gobernador del partido de La Serena. 
Francisco Antonio de Castro dejó inédita gran parte de su producción lírica, que se conserva manuscrita bajo el título de Ocios líricos. Probablemente dedicó su  juventud al cultivo de la poesía festiva y de circunstancias, pero lo abandonó en su madurez para dedicarse a asuntos aparentemente más elevados, llegando a publicar varias obras extensas en verso: Vida de la gloriosísima señora Santa Ana (1717), Los siete sabios de Grecia en sus siete veneradas sentencias (1723) y Laureola sacra de la vida y martirio del venerable padre Diego Luis de Sanvítores (1723), dedicada al jesuita español Diego Luis de San Vitores. También compuso una mojiganga (1711) con ocasión de la victoria de Felipe V en Villaviciosa.
En Ocios líricos, aunque se acusa la profunda influencia de los grandes poetas del siglo XVII, algunas composiciones muestran que Castro había llegado a ser  consciente del agotamiento de la lírica barroca. Incluso se intuye un cambio, un deseo de renovación. Al igual que sucede en la obra de otros autores contemporáneos, la producción de Castro es en cierta medida un preludio de los cambios que se producirán en la literatura española durante el siglo XVIII.